# Ковалевский, Владимир Иванович
Владимир Иванович Ковалевский (10 ноября 1848, Ново-Серпухов, Харьковская губерния — 2 ноября 1934, Ленинград) — российский государственный деятель, учёный и предприниматель. Тайный советник. Автор многочисленных статей и переводов по сельскохозяйственной тематике. В 1892—1900 годах —  директор департамента торговли и мануфактур, один из авторов концепции русского протекционизма. С 1900 по 1902 года состоял в должности товарища министра финансов. В 1906—1916 годах — председатель Русского технического общества. Один из создателей Санкт-Петербургского политехнического института и Государственного института опытной агрономии в Ленинграде.

## Биография

### Ранние годы
В. И. Ковалевский родился 9 ноября 1848 года в Ново-Серпухове (совр. Балаклея) Змиевского уезда Харьковской губернии в семье помещика среднего достатка, отставного майора. Воспитывался в Полтавской военной гимназии. В августе 1865 года поступил в 2-е военное Константиновское училище. В июле 1867 года выпущен в 154-й пехотный Дербентский полк. Служил на Кавказе. Вышел в отставку 14 мая 1868 года в чине прапорщика. В том же году поступил в Петербургский земледельческий институт, где его учителем был Д. А. Лачинов.

### Участие в революционном движении
Во время учёбы в институте Ковалевский принимал участие в студенческих волнениях 1869 года. Видимо, тогда он и познакомился с народником С. Г. Нечаевым. Какое-то время посещал кружок нечаевцев в Петербурге. В ноябре 1869 года Нечаев совершил убийство студента Иванова, и Ковалевский предоставил ему возможность переночевать у себя. 5 января 1870 года Владимир Иванович был арестован по обвинению в укрывательстве Нечаева, 10 сентября его перевели в Петропавловскую крепость. 1 июля 1871 года Ковалевский был предан суду Санкт-Петербургской судебной палаты по обвинению в том, что, не принимая участия в заговоре для ниспровержения существующего порядка управления в России, содействовал в предоставлении помещения Нечаеву. 22 августа 1871 года Ковалевский был оправдан и в тот же день освобождён из Петропавловской крепости. Однако он лишался возможности работать на государственной службе и оставался под надзором полиции. В 1874 году Ковалевский намечался для введения в кружок чайковцев. Впоследствии он также подвергался кратковременному аресту по делу С. М. Кравчинского (Степняка).

### После освобождения
Освободившись, В. И. Ковалевский жил в имении родителей в Харьковской губернии. В 1872 году он вновь поступил в Петербургский земледельческий институт. Закончив его в 1875 году, Ковалевский защитил диссертацию по теме: «Исторический обзор о сущности алкогольного брожения и питания дрожжей» и был удостоен степени кандидата.
С 1874 года Ковалевский занимался научно-литературной работой, печатал статьи и переводы в «Земледельческой газете» и журнале «Сельское хозяйство и лесоводство». В 1879 году совместно с И. О. Левитским опубликовал «Статистический очерк молочного хозяйства в северной и средней полосах Европейской России».

### Политическая карьера
В 1879 году Ковалевский обратился с просьбой к своему знакомому, генералу С. П. Зыкову, оказать содействие при поступлении на государственную службу. По ходатайству Зыкова, Владимиру Ивановичу была предоставлена возможность занимать государственные посты, исключая только связанные с преподавательской деятельностью и работу в прокуратуре. В 1879 году Ковалевский поступил на службу в Статистическое отделение Департамента земледелия и сельской промышленности Министерства государственных имуществ, где участвовал в работах по картографированию почв европейской части России. Инициатор издания статистических ежегодников об урожаях. За короткое время он наладил широкую корреспондентскую сеть по сбору таких сведений.
С 1882 года Ковалевский — член Сельскохозяйственного учёного комитета Министерства государственных имуществ. В 1884 году, по предложению министра финансов Н. Х. Бунге, он перешёл в Министерство финансов, где занимал пост вице-директора Департамента окладных сборов и принимал участие в работах по отмене подушной подати, по преобразованию оброчной подати с бывших государственных крестьян и введению податной инспекции, а также по принятию закона об увеличении размеров процентного и раскладочного сборов с торговых и промышленных предприятий. Однако в январе 1886 года, по требованию министра внутренних дел Д. А. Толстого, должен был оставить должность вице-директора как политически неблагонадёжный. После отставки Бунге в конце 1886 года, новый министр финансов, Вышнеградский, предложил Ковалевскому занять должность чиновника для особых поручений и представителя Министерства финансов в Министерстве путей сообщения.
В марте 1889 года Ковалевский был назначен членом Тарифного комитета и Совета по тарифным делам новообразованного Департамента железнодорожных дел Министерства финансов, где познакомился с С. Ю. Витте. На этом посту он занимался в основном тарифами на сельскохозяйственные грузы.

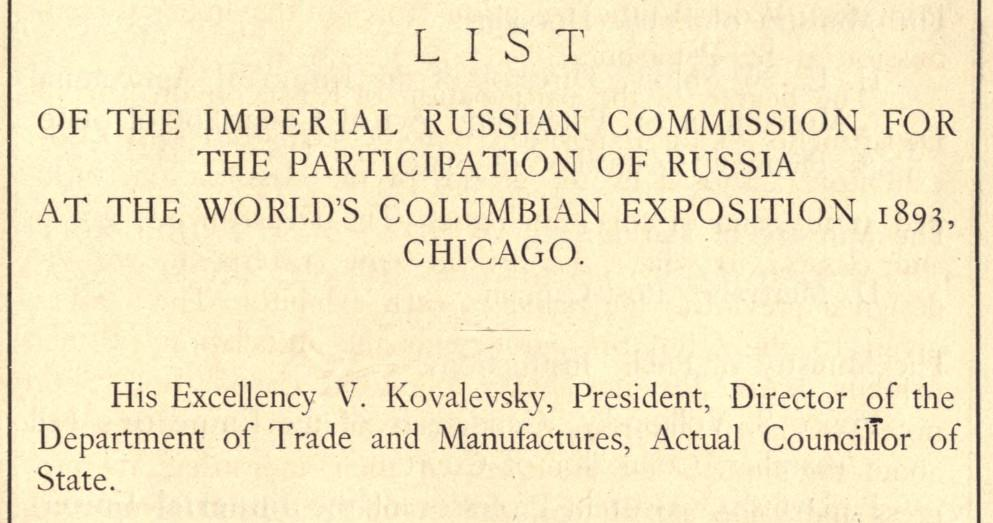
Страница из описания русского отдела на международной выставке в Чикаго с упоминанием имени Ковалевского.

Вскоре Ковалевский стал одним из самых доверенных людей в окружении Витте. Их совместная деятельность продолжалась более 13 лет. В апреле 1891 года, по представлению С. Ю. Витте, В. И. Ковалевскому был пожалован чин действительного статского советника. В конце 1892 года Витте стал министром финансов России и предложил Ковалевскому занять пост директора Департамента торговли и мануфактур, то есть возглавить руководство торговлей и промышленностью России. К октябрю 1892 года Владимир Иванович разработал широкомасштабную программу торгово-промышленного развития России на длительный период, в которой ставилась задача содействия русской промышленности путём продолжения протекционистского курса. В 1893 году Ковалевский вместе с Д. И. Менделеевым организовал Главную палату мер и весов.

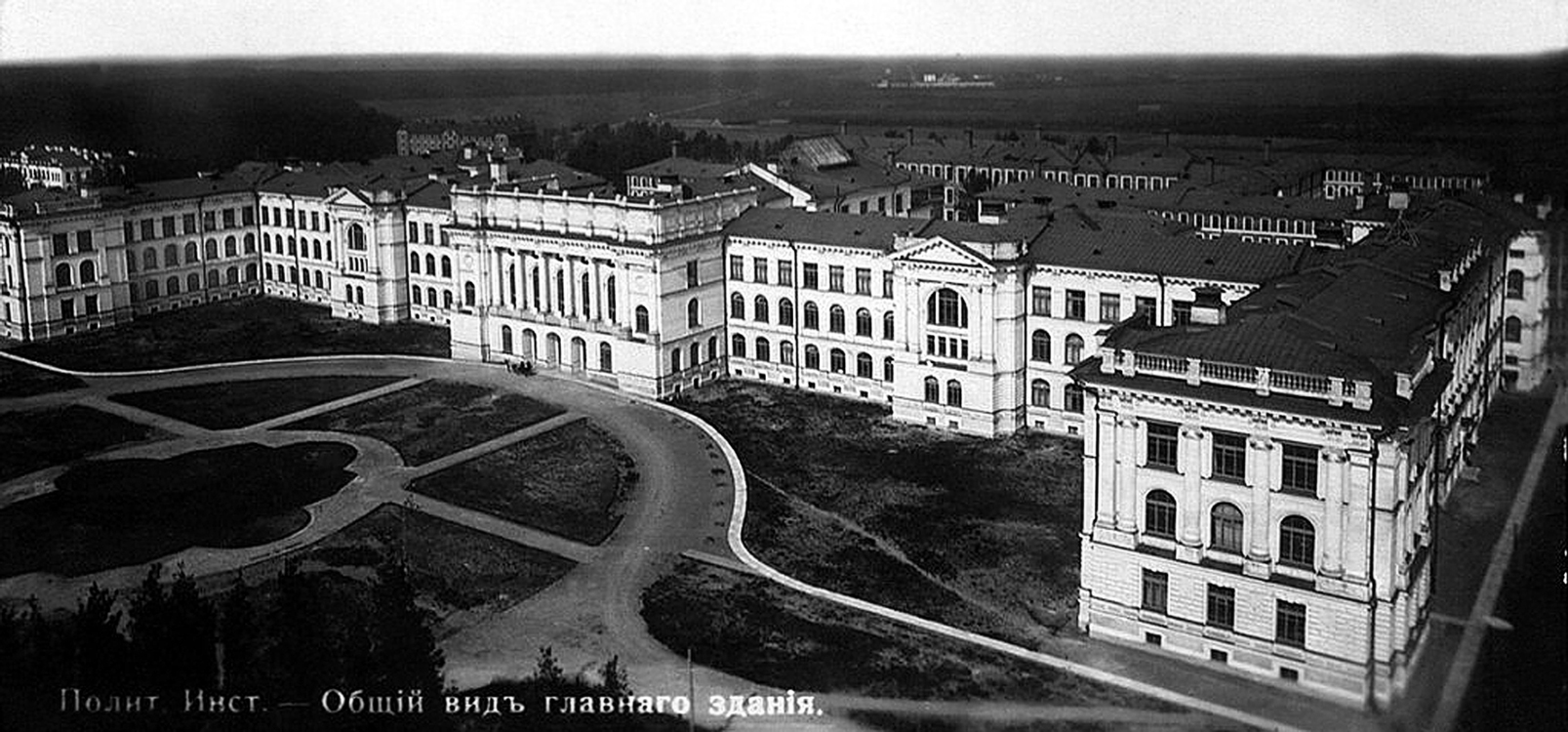
Санкт-петербургский политехнический институт, фотография 1902 года

Владимир Иванович возглавлял комиссии по подготовке русских отделов на Всемирных выставках 1893 года в Чикаго и 1900 года в Париже. По инициативе Ковалевского в 1893 году было начато издание «Торгово-промышленной газеты». В 1896 году он разработал проект положения о коммерческих училищах. Способствовал заключению торговых договоров с Германией и другими странами. При активном участии Ковалевского проведены Всероссийская торгово-промышленная выставка и Всероссийский торгово-промышленный съезд в Нижнем Новгороде в 1896 году. Участвовал в разработке закона о государственно-промысловом налоге (1898). С 1899 по 1901 год Ковалевский — председатель Особого совещания по подготовке законопроекта об учреждении промышленных предприятий. В апреле 1899 года В. И. Ковалевскому был присвоен чин тайного советника. В 1899 году, совместно с С. Ю. Витте, Д. И. Менделеевым и другими, организовал Санкт-Петербургский Политехнический Институт. В 1900 году Ковалевский был назначен товарищем министра финансов, заведующим делами торговли и промышленности.

### Дело о подложных векселях и отставка
Серьёзный удар по карьере Ковалевского нанесло скандальное дело о подложных векселях. Ещё в 1896 году Ковалевский познакомился с актрисой и антрепренёршей Е. А. Шабельской. Между ними завязались отношения. Но в 1902 году Владимир Иванович увлёкся Марией Григорьевной Иловайской (Благосветловой) и обвинил свою бывшую любовницу в подлоге векселей на его имя. Дело затянулось до 1905 года. Ради женитьбы на Иловайской Ковалевский развёлся с женой (Екатериной Никитичной Лихутиной), в качестве причины выставив её неверность. При этом он дал Консистории клятву под присягой, что никогда не нарушал супружеского долга. Жена обвинила Ковалевского во лжи и клятвопреступлении. Чтобы не дискредитировать Министерство финансов, Ковалевский был вынужден уйти в отставку в 1902 году. Его должность в Министерстве финансов впоследствии занял В. И. Тимирязев.

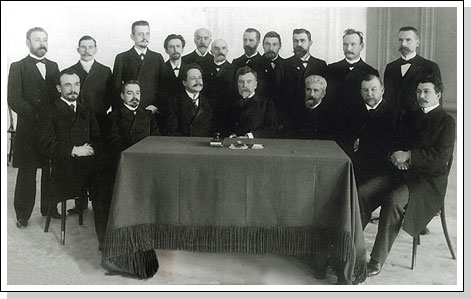
В. И. Ковалевский (в центре) и члены первого Совета Политехнического института. 1902 год

### После отставки
В 1904 году Ковалевский становится членом Совета съездов горнопромышленников Урала и до октября 1905 года является его представителем в Петербурге. В том же году Владимир Иванович выступает одним из организаторов Совета съездов представителей промышленности и торговли, на котором была создана прогрессивно-экономическая партия Российской империи. Известно также, что Ковалевский неодобрительно отзывался об аграрной политике П. А. Столыпина и ответил ему отказом на приглашение встретиться. В 1908—1909 годах был председателем правления Санкт-Петербургского частного коммерческого банка. В 1909 году был избран председателем съезда по борьбе с пьянством. В том же году стал председателем правления Товарищества Петербургского вагоностроительного завода, в 1913 году — Урало-Каспийского нефтяного общества, в 1914 году — Общества механических заводов «Братья Бромлей». С 1903 года Ковалевский — товарищ председателя Русского технического общества, а 2 декабря 1906 года был избран его председателем. Эту должность он занимал вплоть до 23 января 1916 года. Во время Первой мировой войны Ковалевский являлся членом бюро центрального военно-промышленного комитета и внештатным председателем торфяного комитета Главного управления землеустройства и земледелия.

### После революции
После Октябрьской революции Ковалевский остался в России и работал в центральных научных сельскохозяйственных учреждениях: с 1919 по 1929 год занимал пост председателя Сельскохозяйственного учёного комитета Hаркомзема — организационного научного центра страны по агрономии и сельскому хозяйству, а с 1923 года — почётного председателя Учёного совета Государственного института опытной агрономии в Ленинграде, где работал с Н. И. Вавиловым. В 1923 году Ковалевский был назначен председателем Научно-технического совета Первой всесоюзной сельскохозяйственной и кустарно-промышленной выставки в Москве. Работал над проектом по созданию ВДНХ СССР. В течение многих лет Владимир Иванович был главным редактором Большой сельскохозяйственной энциклопедии — одного из лучших мировых изданий подобного типа.
В ноябре 1928 года в Мариинском дворце Ленинграда отмечалось 80-летие В. И. Ковалевского. В связи со знаменательной датой ему было присвоено звание «Заслуженный деятель науки и техники РСФСР». Скончался 2 ноября 1934 года от отёка лёгких, не дожив до своего 86-летия одной недели. Похоронен на Смоленском кладбище.

### Личная жизнь

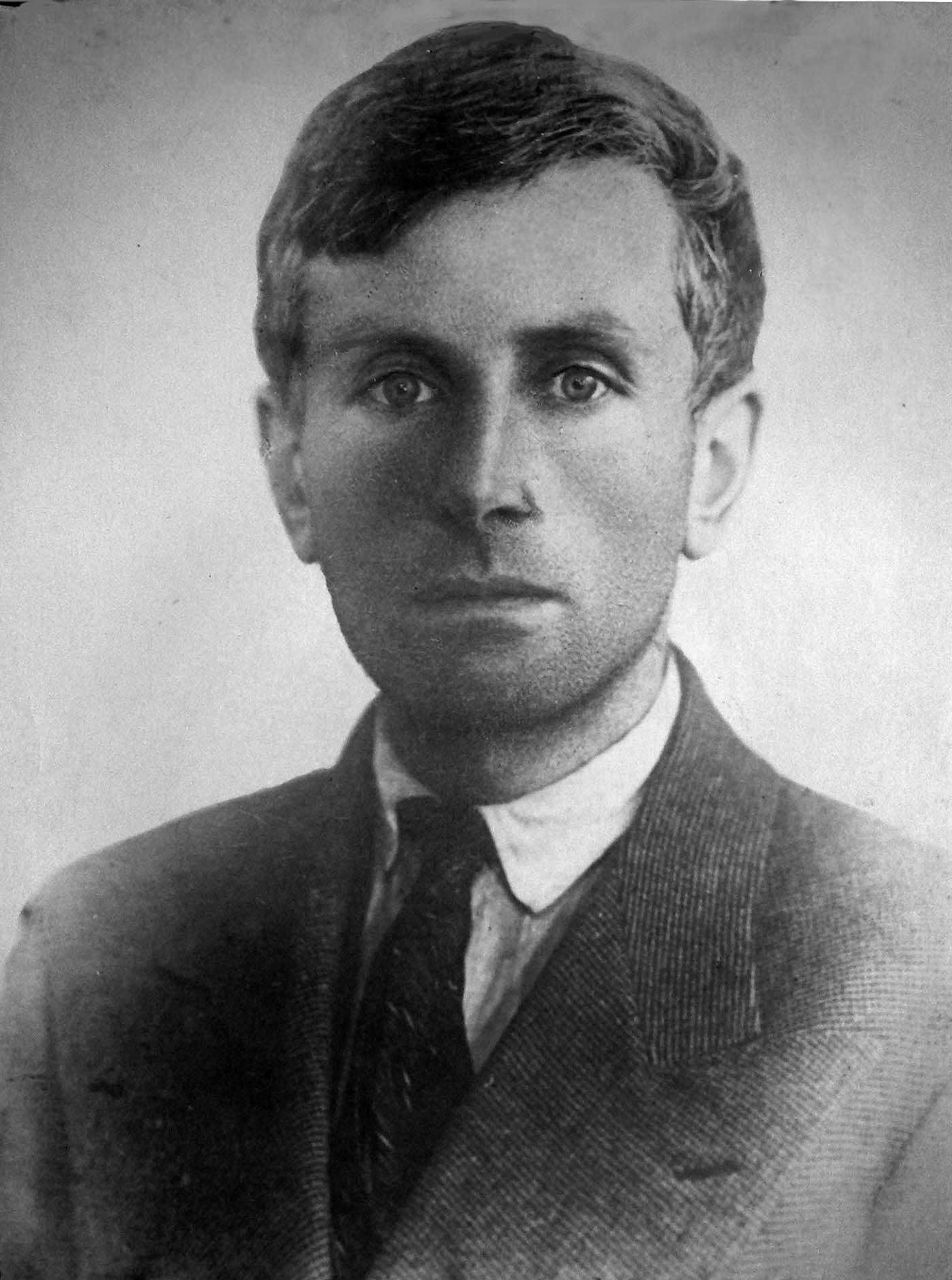
Георгий Ковалевский

В. И. Ковалевский был женат дважды: первый раз на Е. Н. Лихутиной в 1872 году (точный год неизвестен), второй раз в 1903 году на М. Г. Иловайской (в девичестве Благосветловой), дочери известного критика и публициста, редактора журналов «Русское Слово» и «Дело» Г. Е. Благосветлова. Первый брак оказался неудачным. В 1902 году Ковалевский ввязался в судебный процесс против антрепренёрши Шабельской, своей бывшей любовницы. Вслед за этим последовал развод с Лихутиной. Всё это породило громкий скандал, поставивший крест на его политической карьере.
В 1903 году Ковалевский женился во второй раз. В этом браке родился сын Георгий (1905—1942), впоследствии известный ботаник, работал вместе с Н. И. Вавиловым во Всесоюзном Институте Растениеводства, умер от голода в блокаду Ленинграда.

### Адреса
- Санкт-Петербург, Каменноостровский пр., д. 12[4].
- Ленинград, ул. Герцена, д. 57[5].

## Научная работа

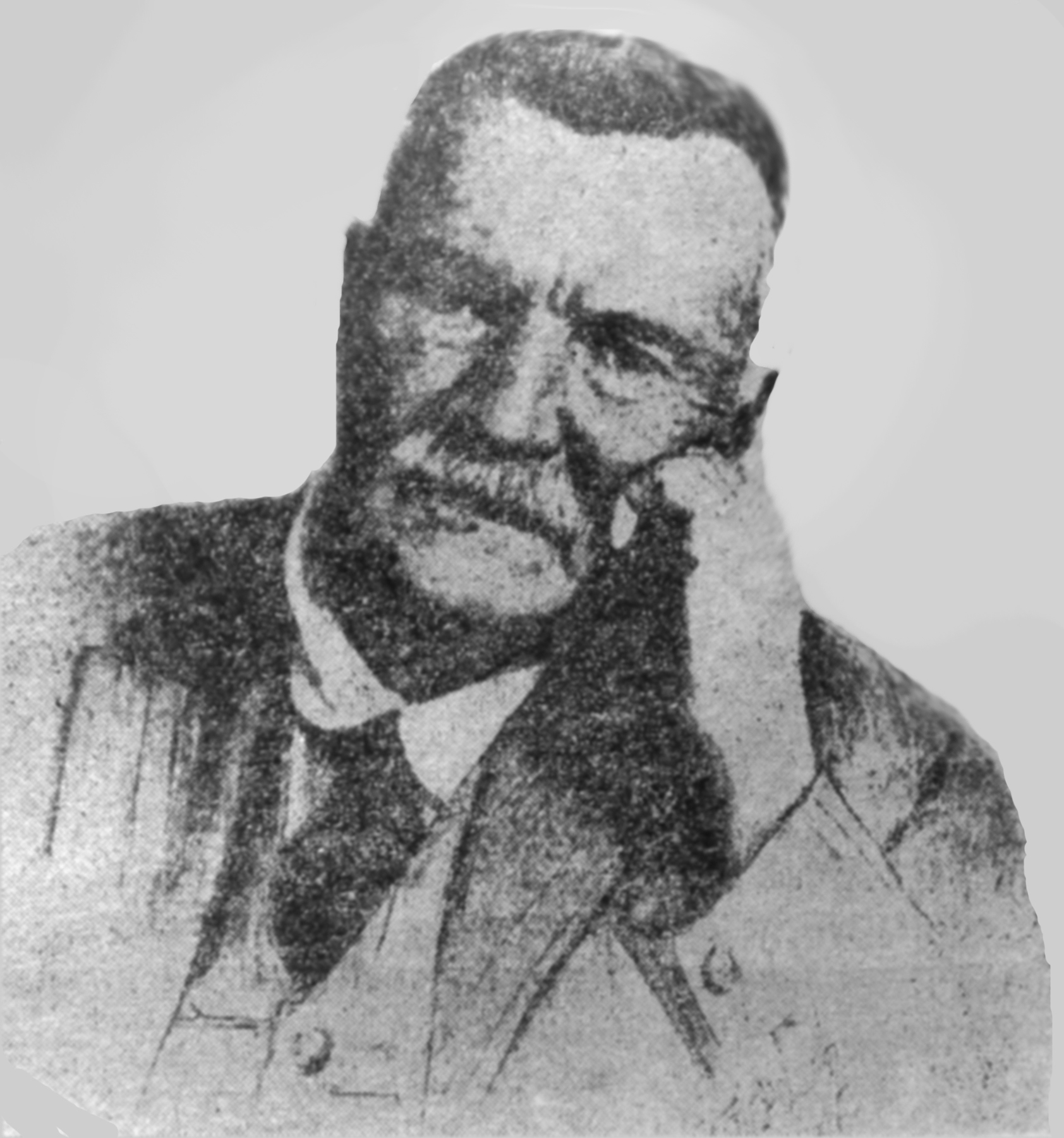
Владимир Ковалевский, фото 1910—1920-е годы.

С 1881 по 1917 год В. И. Ковалевский ежегодно публиковал в «Земледельческой газете» и в журнале «Сельское хозяйство и лесоводство» статистические сводки об урожаях хлеба и других культур в стране. Академик Н. И. Вавилов характеризовал эти сводки как «фундамент к сельскохозяйственному знанию в России». В. И. Ковалевский был сторонником использования географического принципа в сельском хозяйстве.
В 1884 году Ковалевскому удалось установить закономерность сокращения продолжительности вегетационного периода хлебных злаков по мере продвижения культур к северу. Эта закономерность была названа «Законом Ковалевского» и имела важное практическое значение.
В. И. Ковалевский был одним из основоположников сельскохозяйственной экологии. Её задачи Владимир Иванович определял так: «Выяснение совокупного воздействия на урожай качества семян, состава почв, приёмов обработки, метеорологических условий, защиты растений и др.». Он считал, что «урожай, или продуктивность вообще, не есть величина постоянная, а результат соотношения между продуктивностью и противостойкостью растений к неблагоприятным условиям внешней среды».
Также В. И. Ковалевский занимался изучением влияния на урожай метеорологических, гидрологических и температурных факторов среды. Он был сторонником широкого использования достижений естественных наук, прежде всего физики, при изучении влияния климата и погоды, на развитие растений. В 1889 году на III Всероссийском съезде естествоиспытателей В. И. Ковалевский выступил на эту тему с докладом «Запросы современного сельского хозяйства к естествознанию». По его инициативе в различных регионах России оборудовались специальные метеостанции. В. И. Ковалевского можно назвать одним из основоположников в России новой науки — агрометеорологии. В 1932 году академик А. Ф. Иоффе совместно с Ковалевским организовал в Ленинграде Агрофизический институт.
В конце 1920-х годов Ковалевский стал действительным членом Международного метеорологического комитета. Также он являлся членом Вольного экономического общества и Русского географического общества.
В своих работах Ковалевский уделял большое внимание крестьянскому труду. Он считал, что крестьянин по своей природе — стихийный эколог, поэтому необходимо бережно изучать и обобщать бесценный многовековой опыт крестьянства. В работах В. И. Ковалевского можно найти множество практических рекомендаций, не потерявших своего практического значения и в наше время: по выращиванию риса и чая, по орошению засушливых земель, по укреплению песчаных дюн, развитию пчеловодства. Учёный также был решительным противником чрезмерного использования минеральных удобрений.
По рекомендациям В. И. Ковалевского были посажены сосны на склонах дюн в районе Сестрорецка, пригорода Санкт-Петербурга, что спасло ряд деревень и небольшую фабрику от надвигающихся песков.

## Оценка деятельности В. И. Ковалевского
Являясь одним из авторов законопроектов о коммерческом и политехническом образовании, В. И. Ковалевский активно поддерживал создание учебных заведений нового типа. Всего при его содействии в различных регионах России было создано свыше ста профессиональных школ различного типа, 73 коммерческих училища, несколько художественно-промышленных училищ, открыто 35 училищ торгового мореплавания. Крупнейшими из этих учреждений были Санкт-Петербургский, Киевский и Варшавский политехнические институты.
Академик Н. И. Кузнецов так отзывался о работе Ковалевского:
Вся деятельность Владимира Ивановича отмечена чертами яркого таланта, живой инициативы, редкой по разносторонности эрудиции и необыкновенной трудоспособностью… Обладая даром воодушевлять своих сотрудников и собеседников, Владимир Иванович в каждом деле львиную долю работы брал на себя.
 Высоко ценили труды и заслуги Ковалевского такие известные учёные, как Д. И. Менделеев и Н. И. Вавилов.
Острову в (архипелаге Норденшельда (Карское море), обследованному в 1901 году Русской полярной экспедицией, тогда же было присвоено название «остров Ковалевского» в честь В. И. Ковалевского.

## Основные работы
- «Статистический очерк молочного хозяйства в северной и средних полосах Европейской России» (1879; (вместе с И. О. Левицким);
- «Основы культуры и технической переработки сахарного сорго» (1883);
- «Промышленность и торговля России» в составе словаря Брокагауза и Ефрона;
- О продолжительности вегетационного периода культурных растений в зависимости от широты и долготы места // Тр. C.-Петербургского о-ва естествознания. — СПб., 1884. — Т. XV. — С. 15—22.
- совместно с П. П. Семёновым. Siberia and the Great Siberian Railway: with a general map / Английское издание подготовлено и переведено с русского Джоном Мартином Кроуфордом. — СПб., 1893. — 265 с.
- Из старых заметок и воспоминаний // Русское прошлое. Историко-документальный альманах. — 1991. — № 2. — С. 26—55.
- Из воспоминаний о графе Сергее Юльевиче Витте // Русское прошлое. Историко-документальный альманах. — 1991. — № 2. — С. 55—84.

Также поместил много статей по различным сельскохозяйственным вопросам в журнале «Сельское
Хозяйство и Лесоводство» и в «Земледельческой Газете». Под его редакцией изданы министерством финансов сборники: «Производительные силы России» (1896) и «Россия в конце XIX в.» (1900).

### Переводы
- Эм. Вольф. Рациональное кормление сельскохозяйственных животных по новейшим физиологическим исследованиям (1875).
- В. Флейшман. Молоко и молочное дело (1879—1880).
- Ф. Габерландт. Общее сельскохозяйственное растениеводство (1879—1880).
- Ф. Прош. Выращивание крупного рогатого скота и уход за ним (1881).
- А. Ф. Миддендорф. Очерки Ферганской долины (1882).
- Дж. Ацци. Сельскохозяйственная экология (1928).